# Chris Frantz
Chris Frantz, właśc. Charlton Christopher Frantz (ur. 8 maja 1951 w Fort Campbell) – amerykański muzyk i producent muzyczny. Był perkusistą w zespołach Talking Heads i Tom Tom Club.
Ukończył Akademię Shady Side w Pittsburghu (Pensylwania). We wczesnych latach 70. poznał Davida Byrne’a w Rhode Island School of Design. W 1974 razem utworzyli zespół o nazwie Artistics, który z czasem przyjął nazwę Talking Heads. Frantz przekonał swoją dziewczynę, Tinę, aby przyłączyła się do zespołu, jako gitarzysta basowy. W 1977 zawarli związek małżeński. Frantz i Tina Weymouth (których łączyło członkostwo w Comapass Point All Stars) założyli w 1980 grupę Tom Tom Club, w której grali podczas zawieszenia działalności poprzedniego zespołu.
W 2007 roku muzyk został sklasyfikowany na 12. miejscu listy 50 najlepszych perkusistów rockowych według „Stylus Magazine”.
Ma dwóch synów (Egana i Robina) a jego brat, Roddy Frantz, jest wokalistą grupy The Urban Verbs. Wraz z żoną mieszka w Fairfield (Connecticut).